# Halictus semiticus
Halictus semiticus är en biart som beskrevs av Blüthgen 1955. Halictus semiticus ingår i släktet bandbin, och familjen vägbin. Inga underarter finns listade i Catalogue of Life.